# La tendresse (canción de Daniel Guichard)
«La tendresse» es una canción en lengua francesa, interpretada por Daniel Guichard y compuesta en 1972 por Patricia Carli (música) y Daniel Guichard y Jacques Ferrière (letra).

## Edición
El tema fue grabado y popularizado en la voz del cantautor Daniel Guichard, primero se publicó en un disco sencillo en 1972, al año siguiente se incluyó en su disco LP de igual nombre editado por Barclay Records en 1973. El propio Guichard lo cantó en español con el título La ternura en un single editado en 1973 (Daniel Guichard canta en español), con adaptación de la letra por Alfonso Alpín (seudónimo de Augusto Algueró Algueró)
Este título debe distinguirse de la canción La tendresse interpretada en 1959 por Jacques Brel y de La tendresse popularizada por Bourvil, compuesta en 1963, cuyo texto y música difieren. 
El tema de Guichard fue adaptado también al español por Julio Iglesias, con el título "El amor" y grabada para su disco de igual nombre de 1975, la cantó también en directo en versión bilingüe junto a Mireille Mathieu (se incluyó en su disco Les tresors de Mireille de 2011).